# Boczów (województwo małopolskie)
Boczów – wieś w Polsce położona w województwie małopolskim, w powiecie bocheńskim, w gminie Łapanów.
| SIMC    | Nazwa   | Rodzaj    |
| ------- | ------- | --------- |
| 0822920 | Dłużyce | część wsi |
| 0822937 | Zarzeka | część wsi |

W latach 1975–1998 miejscowość administracyjnie należała do województwa tarnowskiego.
Określenie "Boczów" wywodzi się prawdopodobnie od nazwy osobowej Bocz lub Boczko.
Boczów znajduje się na prawym brzegu rzeki Stradomka, w dolinie jej dopływu – potoku Tarnawka, na wysokości około 230–300 m n.p.m.. Pod względem geograficznym obszar ten należy do Pogórza Wiśnickiego.

## Zarys historii
Osada ta pamięta czasy Władysława Łokietka i była ona wówczas w posiadaniu Drużynitów. W późniejszych dokumentach (1361) występowała pod nazwą Boczow.
W dokumentach z II połowie XV wieku osada ta należała organizacyjnie do powiatu krakowskiego, w roku 1480 odnajdujemy ją w powiecie czchowskim, a w 1581 w powiecie szczyrzyckim. Jeśli chodzi o kościelną przynależność tej wsi to należała ona od pradawnych czasów do parafii Łapanów.
W źródłach średniowiecznych Boczów pojawia się jako własność szlachecka. W latach 1386–1401 wieś tę posiadał Oland z Boczowa, Grabia i Gdowa, który był synem Andrzeja z Boczowa i Więckowic, zmarłego w roku 1386. Oland zmarł w 1414 roku.
Wspomniany Andrzej z Boczowa ożenił się dwukrotnie i z pierwszego związku pozostawił Jaśka, Olanda i Michała. O potomstwie z drugiego małżeństwa niewiele wiemy, pewnym natomiast jest fakt, iż jego drugą żoną była występująca w latach 1386-1400 już jako wdowa Ewa z Więckowic alias z Makocic, która miała potomstwo w osobie Jakusza. Czy był on synem Andrzeja, tego z całą pewnością, na podstawie dostępnych źródeł stwierdzić nie jesteśmy w stanie.
Oland z Boczowa, syn Andrzeja, posiadał rolę z lasem i zaroślami koło rzeki Raby, przynależne do Gdowa. Obszar ten nazywano Pajęczynami. Synowie Andrzeja z Boczowa: Jaśko, Oland i Michał byli długi czas w konflikcie z macochą Ewą i dopiero w 1400 roku zawarli z nią ugodę. Miała ona ustąpić Jaśkowi ze wsi Więckowice, zaś bracia odstąpili na rzecz macochy i jej syna Jakusza pretensje do jej wiana. W tych też latach Oland zapisał swojej żonie Świętochnie 100 grzywien wiana i posagu na Boczowie i Brzozowej (Brzezowej).
W roku 1414, po śmierci Olanda z Boczowa, Mikołaj, Andrzej i Zbigniew ze Zbigniewa, synowie Jaszka (Jaśka) oraz Mikołaj z Grabia, syn Michała z Grabia, podzielili dobra po zmarłym stryju. Mikołajowi, Andrzejowi i Zbigniewowi przypadła cała część Gdowa, która należała do Olanda, Poznachowice i Zręczyce oraz 60 grzywien, zaś Mikołajowi z Grabia i jego przyrodnim braciom Boczów, Brzozowa i Lipnik. W 1417 Spytek z Grabia pozyskał prawem bliskości na Andrzeju ze Zbigniewa wieś Boczów pozostającą w dzierżawie za 30 grzywien. Andrzej wnet go spłacił z prawa bliższości za 20 grzywien. Wiadomo ponadto, że córka Mikołaja z Boczowa była żoną Mikołaja z Kośmierzowa.
Notowanymi właścicieli Boczowa byli w latach 1456-1480 Jan Wilczek herbu Róża wraz z bratem. Im to Świętochna, żona Olanda z Boczowa w roku 1459 ustąpiła wszystkie dobra, które jej przypaść miały po śmierci żyjącego jeszcze wówczas stryja Jakuba z Wieruszyc.
W roku 1460 Jan Wilczek z Boczowa ręczył za dług 30 florenów węgierskich Stachnie wdowie po Krzeszu wsią Brzozową. Osiem lat później bracia Jan Wilczek i Dziersław z Boczowa ręczyli Janowi z Siedlisk na dług 100 grzywien wsią Cerekiew. Oni też zamienili tę wieś i pole Zastawa w Czasławicach ze Spytkiem z Melsztyna za połowę sołectwa w Okulicach i 400 grzywien. Wkrótce potem obaj bracia sprzedali Boczów, Brzozowę i Lipnik owemu Spytkowi za 1300 grzywien.
Kolejnym właścicielem Boczowa był Bartosz Skarbek, będący krewnym poprzednich właścicieli Drużynitów, który pisał się z tej wsi w roku 1490.
Z osady tej w latach 1490, 1496-99 płacono pobór z 3 łanów łącznie z Brzezową; w 1491/4 pobór z 1,5 łana, a w 1508 z 2,5 łana również łącznie z Brzezową. Z Liber Retaxsationum posiadamy wiadomości, że w tej miejscowości około 1529 roku znajdowały się role folwarczne, 2 karczmy, 2 zagrody, co daje obraz dochodowej wsi. Boczów płacił dziesięcinę snopową z łanów kmiecych łącznie z Brzezową wartości 8 grzywien biskupowi krakowskiemu, natomiast z ról folwarcznych, karczem i zagród płacono dziesięcinę wartości 18 grzywien na rzecz plebana w Łapanowie.
Życie ówczesne pełne było różnorakich utarczek, które często przybierały postać krwawą i kończyły się zazwyczaj procesami.
W roku 1382 Andrzej z Boczowa będąc w sporze z Mikołajem, włodarzem z Zębocina, domagał się odesłania sprawy do sądu prawa niemieckiego ponieważ Boczów był wsią lokowaną na prawie niemieckim. Dokument przenoszący wieś ową z prawa polskiego na niemieckie w roku 1400 okazał Jaśko ze Zbigniewa w sporze z Budką z Więckowic. Był to, jak wspominano już wyżej, przywilej Władysława Łokietka wydany Drużynicie o niewiadomym imieniu dla wsi Wieńczymirowa, Zbigniewa, Gdowa, Boczowa, Brzozowej, Ubrzeży i Wieruszyc.
Z licznych ciekawostek trzeba przytoczyć tę, która mówi o Janie Wilczku herbu Poraj, czyli Róża, właścicielu Boczowa. W roku 1467 naganiony o szlachectwo przez Piotra Lubelczyka herbu Poraj oczyścił swoje szlachectwo. Jego syn Bernardyn był studentem Akademii Krakowskiej i późniejszym arcybiskupem lwowskim.
W późniejszych latach wieś ta różnymi drogami przechodziła w ręce wielu niespokrewnionych z sobą właścicieli. W roku 1581 należała do Jadwigi Raciborzskiej. Były tam 2,5 łany kmiece. Był tam też 1 rzemieślnik. Następnym znanym nam właścicielem był Benedykt Lutosławski, zapewne krewny Marcina Lutosławskiego i za jego czasów wieś ta miała 2,5 łana kmiecego, jak również jednego rzemieślnika.
Prawdopodobnie drogą kupna przeszła ona we władanie Jana Stanisława Lipskiego, który w 1680 roku był posiadaczem dworu. We wsi były wówczas 2,5 łany kmiece oraz młyn.